# ناحیه عین لشیاخ
ناحیه عین لشیاخ (به عربی: دائرة عین لشیاخ) یک ناحیه در الجزایر است که در استان عین الدفلی واقع شده‌است.